# Mathesz Imre
Mathesz Imre, (Budapest, 1937. március 25. – Mernye, 2010. december 6. ) válogatott labdarúgó, fedezet, edző.

## Pályafutása

### Klubcsapatban
A Vasas saját nevelésű játékosa. 1956-ban külföldre távozott és egy rövid ideig az Austria Wien csapatában szerepelt, de 1957-ben hazatért. 1969-ig a Vasasban 248 bajnoki mérkőzésen 28 gólt szerzett és négy bajnoki címet ért el a csapattal. 1970 tavaszán a Diósgyőri VTK csapatában fejezte be az aktív labdarúgást.

### A válogatottban
1964 és 1967 között 12 alkalommal szerepelt a válogatottban.  Négyszeres olimpiai válogatott (1963–64), 12-szeres ifjúsági válogatott (1955–56, 1 gól), kilencszeres B-válogatott (1958–63), négyszeres utánpótlás válogatott (1959–60), nyolcszoros Budapest válogatott (1959–67, 1 gól), háromszoros egyéb válogatott (1963–67).

## Sikerei, díjai
- Világbajnokság
  - 6.: 1966, Anglia
- Magyar bajnokság
  - bajnok: 1960–61, 1961–62, 1965, 1966
  - 3.: 1968
- Bajnokcsapatok Európa-kupája (BEK)
  - negyeddöntős: 1967–68
- Közép-európai kupa (KK)
  - győztes: 1962, 1965
- A Gépipar Kiváló Dolgozója (1956)[2]

## Halála
2010. december 6-án gépjárműjével Mernye belterületén egy kamionnal ütközött, a helyszínen életét vesztette.

## Statisztika

### Mérkőzései a válogatottban
| Magyarország | Magyarország         | Magyarország                   | Magyarország  | Magyarország | Magyarország  | Magyarország          | Magyarország | Magyarország |
| #            | Dátum                | Helyszín                       | Hazai         | Eredmény     | Vendég        | Kiírás                | Gólok        | Esemény      |
| ------------ | -------------------- | ------------------------------ | ------------- | ------------ | ------------- | --------------------- | ------------ | ------------ |
|              | 1963. december 8.    | Lomé                           | Togo          | 2 – 3        | Magyarország  | barátságos (olimpiai) | -            |              |
|              | 1963. december 15.   | Accra                          | Ghána         | 1 – 2        | Magyarország  | barátságos (olimpiai) | -            |              |
|              | 1963. december 26.   | Algír                          | Algéria       | 0 – 3        | Magyarország  | barátságos (olimpiai) | -            |              |
|              | 1964. április 15.    | Göteborg                       | Svédország    | 2 – 2        | Magyarország  | olimpiai selejtező    | -            |              |
| 1.           | 1964. október 25.    | Budapest, Népstadion           | Magyarország  | 2 – 1        | Jugoszlávia   | barátságos            | -            |              |
| 2.           | 1965. szeptember 5.  | Budapest, Népstadion           | Magyarország  | 3 – 0        | Ausztria      | vb-selejtező          | -            |              |
| 3.           | 1965. október 9.     | Budapest, Népstadion           | Magyarország  | 3 – 2        | NDK           | vb-selejtező          | -            |              |
| 4.           | 1966. május 3.       | Chorzów, Stadion Śląski        | Lengyelország | 1 – 1        | Magyarország  | barátságos            | -            |              |
| 5.           | 1966. június 5.      | Budapest, Népstadion           | Magyarország  | 3 – 1        | Svájc         | barátságos            | -            |              |
| 6.           | 1966. július 15.     | Liverpool, Goodison Park (ENG) | Magyarország  | 3 – 1        | Brazília      | vb-csoportkör         | -            |              |
| 7.           | 1966. július 20.     | Manchester, Old Trafford (ENG) | Magyarország  | 3 – 1        | Bulgária      | vb-csoportkör         | -            |              |
| 8.           | 1966. szeptember 21. | Budapest, Népstadion           | Magyarország  | 6 – 0        | Dánia         | barátságos            | -            |              |
| 9.           | 1966. szeptember 28. | Budapest, Népstadion           | Magyarország  | 4 – 2        | Franciaország | barátságos            | -            | 66'          |
| 10.          | 1966. október 30.    | Budapest, Népstadion           | Magyarország  | 3 – 1        | Ausztria      | barátságos            | -            |              |
| 11.          | 1967. szeptember 6.  | Bécs, Práter-stadion           | Ausztria      | 1 – 3        | Magyarország  | barátságos            | -            | 46'          |
| 12.          | 1967. október 29.    | Lipcse, Zentralstadion         | NDK           | 1 – 0        | Magyarország  | Eb-selejtező          | -            |              |
|              | Összesen             |                                |               | 12           | mérkőzés      |                       | 0            | gól          |